# 方爾咸
方尔咸（1873年—1927年），字泽山，号无争，清末解元。扬州江都县人。
同治十二年（1873年）8月6日生于东关街。自幼熟读经史，少负才名，先后受业于王捷三、祁子贞、徐毓才、陈雨庭、朱适庵等。光绪十二年（1886年）秀才，光绪十五年（1889年）己丑恩科江南乡试第一名举人。次年赴京会试，结识梁启超、谭嗣同等人，目睹朝廷腐败，不再应试。曾入湖北张之洞幕数年。辛亥革命后，受徐宝山委任负责淮盐科。晚年致力兴办教育，振兴实业，曾任第五师范、扬州中学、震旦中学校董，还兴办过大生纱厂。民国十六年（1927年）在扬州病卒。
汪鲁门之子汪干庭有挽联：“相处于师友之间，诗酒往还，深异忘年效张镒；底事因忧劳而没，文章寥落，顿教挥泪哭唐寅。
与长兄方尔谦为扬州冶春后社著名的兄弟诗人。